# The Impossible Mrs. Bellew

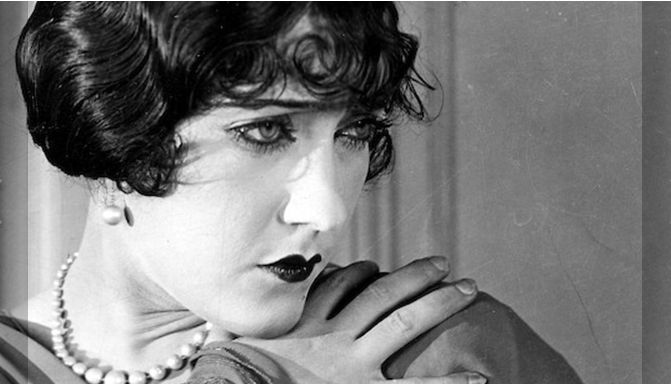
Gloria Swanson

 The Impossible Mrs. Bellew és un drama mut dirigit per Sam Wood, estrenat el 1922.

## Argument
Lance Bellow, descura la seva dona Betty per la seva amant, Naomi Templeton. Però, quan veu la seva dona amb un amic de família, Lance li dispara. Pel bé del fill, Betty sacrifica la pròpia reputació i, en el tribunal, declara que Lance ha disparat en legitima defensa i per defensar la seva honra. El jurat absol l'home, però Betty queda arruïnada i el judici li pren el fill. La dona marxa a França, on coneix John Helstan, un escriptor. El pare d'aquest, però, no  content dels sentiments que estan naixent entre els dos convenç Betty a trencar la relació. Així, en una festa, ella es deixa festejar pel comte Radisloff, decebent John que la pren per una dona de fàcils costums. Mentrestant, però, Lance torna de nou. La seva tia Agatha agafa el petit Lance junior i el porta a França, amb la mare. Finalment la veritat és restablerta i John arriba a temps per salvar Betty del comte.

## Producció
La pel·lícula va ser produïda per la Famous Players-Lasky Corporation.

## Distribució
Distribuïda per la Famous Players-Lasky Corporation i per la Paramount Pictures, la pel·lícula - presentada per Jesse L. Lasky - va estrenar-se en les sales cinematogràfiques dels EUA el 22 octubre 1922, presentat en estrena a Nova York.

## Repartiment
- Gloria Swanson: Betty Bellew
- Robert Cain: Lance Bellew
- Conrad Nagel: John Helstan
- Richard Wayne: Jerry Woodruff
- Frank Elliott: Comte Radistoff
- Gertrude Astor: Alice Granville
- June Elvidge: Naomi Templeton
- Herbert Standing: Reverend Dr. Helstan
- Michael D. Moore: Lance Bellew, Jr. (4 anys)
- Pat Moore: Lance Bellew, Jr. (6 anys)
- Helen Dunbar: Tia Agatha
- Arthur Stuart Hull: Avocat Potter
- Clarence Burton: Detectiu